# Schoepfia paradoxa
Schoepfia paradoxa är en tvåhjärtbladig växtart som först beskrevs av Bisse & Berazaín, och fick sitt nu gällande namn av Berazaín och Acev.-rodr.. Schoepfia paradoxa ingår i släktet Schoepfia och familjen Schoepfiaceae. Inga underarter finns listade i Catalogue of Life.